# キャッスル・オブ・マジカル・ドリーム
キャッスル・オブ・マジカル・ドリーム (英語: Castle of Magical Dreams、繁体字中国語: 奇妙夢想城堡) は、香港ディズニーランド（香港ディズニーランド・リゾート）のシンボルの城である。開園当初からあった眠れる森の美女の城から大幅にテーマ変更された。

## 概要
香港ディズニーランドは開園から長年眠れる森の美女の城であったが、ディズニーパーク初クローズを実行し、塗り替えなどではなく、形、ストーリーを変更した城となっている。キャッスル内には「ビビディ・バビディ・ブティック」も新設された。香港ディズニーランド15周年記念として登場した。
ディズニーランド（ディズニーランド・リゾート）、マジック・キングダム（ウォルト・ディズニー・ワールド・リゾート）、東京ディズニーランド（東京ディズニーリゾート）、ディズニーランド・パーク（ディズニーランド・パリ）のようにシンデレラ、眠れる森の美女などの特定のディズニープリンセスでは無く、上海ディズニーランド（上海ディズニーリゾート）のエンチャンテッド・ストーリーブック・キャッスルように全てのディズニープリンセスが集まる城となっている。
城の中にはディズニープリンセス達とグリーティングができる施設「ロイヤル・レセプション・ホール」や、香港のジュエリーショップ周大福が運営するショップ「エンチャンテッド・トレジャーズ」が存在する。
これらの施設と共に2020年11月21日に正式オープンした。